# Charles Talbot, 1. Duke of Shrewsbury

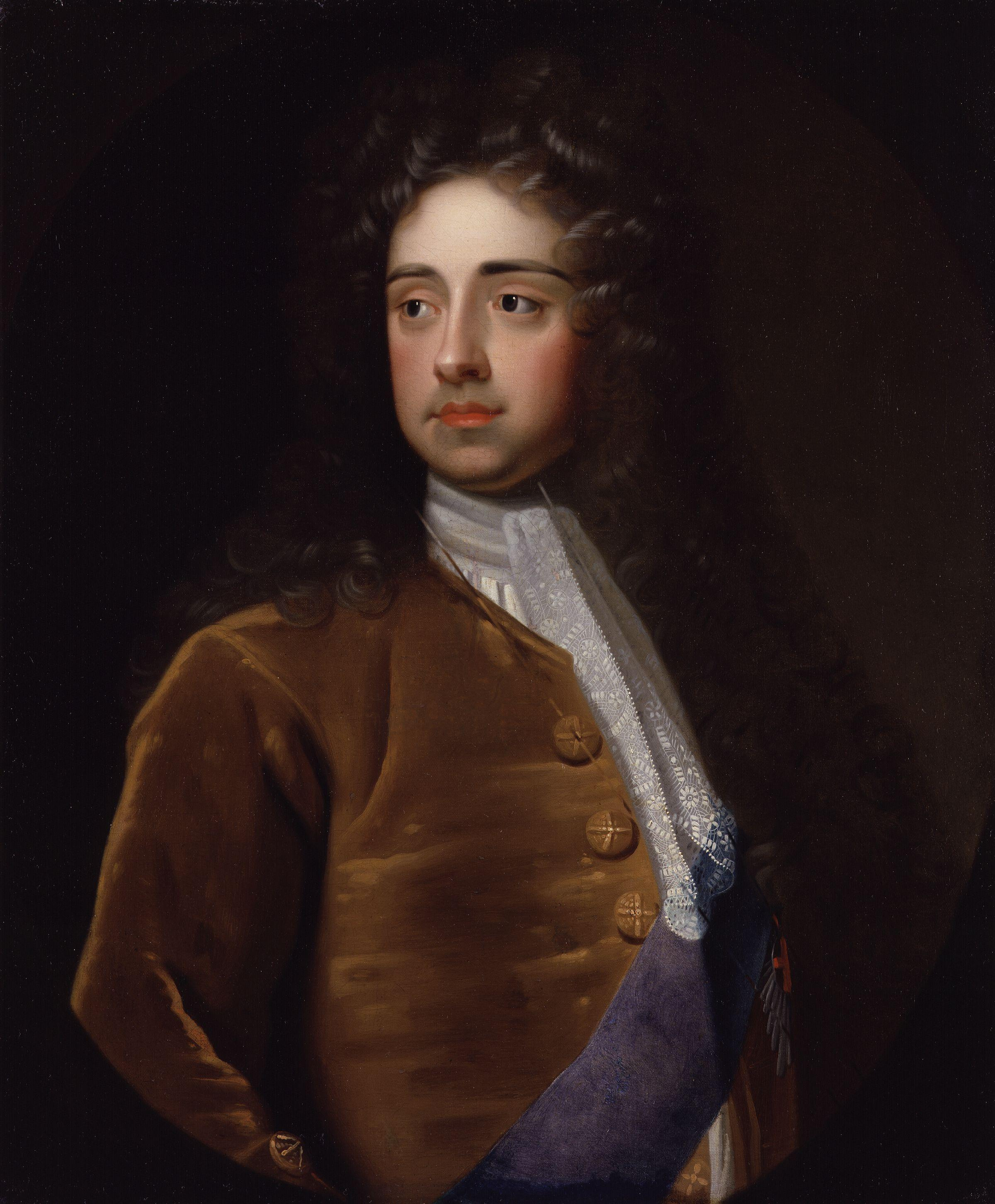
Charles Talbot, 1. Duke of Shrewsbury (Gemälde von Godfrey Kneller)

Charles Talbot, 1. Duke of Shrewsbury, KG, PC (* 24. Juli 1660; † 1. Februar 1718 in London) war ein englischer/britischer Politiker.
Talbot war der einzige Sohn von Francis Talbot, 11. Earl of Shrewsbury. Sein Vater wurde 1668 von dem Liebhaber seiner Ehefrau, George Villiers, 2. Duke of Buckingham, bei einem Duell getötet. Der englische König Karl II. war sein Pate.
Talbot trat unter der Regentschaft von König Karl II. 1681 zur Church of England über und musste deshalb sofort nach der Thronbesteigung Jakobs II. seinen Dienst als Oberst der Kavallerie aufgeben. Talbot gehörte zu den maßgeblichen Führern der Whig-Partei, welche 1688 Wilhelm von Oranien aufforderten, nach England zu kommen. Nachdem er zuvor nach Holland gegangen war, landete Talbot im November 1688 mit ihm in England (Glorious Revolution).
Er wurde Secretary of State for the Southern Department, damals das höchste Ministeramt in der Regierung. Im folgenden Jahrzehnt bekleidete Talbot mit Unterbrechungen diverse Ministerämter. König Wilhelm III. erhob ihn 1694 zum "Marquess of Alton" und "Duke of Shrewsbury".
1697 quittierte Talbot, nicht ohne Grund beschuldigt, mit dem geflohenen König Jakob II. Verbindungen angeknüpft zu haben, seinen Dienst. 1699 aber wurde er zum Lord Chamberlain of the Household Wilhelms ernannt. Das gleiche Amt bekleidete Talbot von 1710 bis 1715, nachdem er sich der etwas gemäßigteren Tory-Partei angenähert hatte. Königin Anne berief Talbot 1710 zum Lord Lieutenant of Ireland und 1714 wurde er von Anne kurz vor ihrem Tod als Lord High Treasurer an die Spitze des Ministeriums gestellt. Diese Ernennung trug wesentlich dazu bei, die friedliche Thronbesteigung Georgs I. zu sichern, die er unterstützte.
Talbot galt zwar zu seiner Zeit als besonders gut aussehend, litt aber zeit seines Lebens unter einer schlechten Gesundheit. Auch hatte er nur ein Auge. Im Alter von 57 Jahren starb Charles Talbot am 1. Februar 1718 kinderlos. Mit ihm erlosch der Herzogstitel im Mannesstamme. Die Earlswürde erbte eine Seitenlinie. Seine Frau, eine Hofdame der Princess of Wales, überlebte ihn um acht Jahre.